# Pieter Adriaensz
Pieter Adriaensz est un peintre-verrier du XVIe siècle.

## Biographie
On a surtout réuni quelques détails sur vie privée. On sait qu'il épouse Lucie Simonsdr et que sa fille Magdalena Pietersz épouse le peintre nommé Pieter Pietersz, et que deux de ses enfants sont inhumés dans la vieille église d'Amsterdam, le 23 mai 1557. Pieter Adriaensz vit à Pijlsteeg en 1572.